# Fushun, Fushun
Fushun är ett härad som lyder under Fushuns stad på prefekturnivå i Liaoning-provinsen i nordöstra Kina.
Fushuns härad består av de delar som blev över av häradet då dess huvudort blev ombildat till stadsdistrikt i staden med samma namn.